# Badminton 1967
Höhepunkte des Badmintonjahres 1967 waren der Thomas Cup 1967 sowie die All England, die Irish Open, die Scottish Open, die German Open, die Dutch Open, die Denmark Open, die Südostasienspiele und die French Open. 
==Internationale Veranstaltungen ==
| Veranstaltung | Herreneinzel | Dameneinzel        | Herrendoppel                    | Damendoppel                        | Mixed                               |
| ------------- | ------------ | ------------------ | ------------------------------- | ---------------------------------- | ----------------------------------- |
| All England   | Erland Kops  | Judy Hashman       | Henning Borch Erland Kops       | Imre Rietveld Ulla Strand          | Svend Pri Ulla Strand               |
| French Open   | Lee Kin Tat  | Gerda Schumacher   | Willi Braun Detlef Würfel       | Julie Charles Imre Rietveld        | Klaus Tetenberg Gudrun Ziebold      |
| German Open   | Erland Kops  | Eva Twedberg       | Wolfgang Bochow Friedhelm Wulff | Irmgard Latz Marieluise Wackerow   | Per Walsøe Ulla Strand              |
| Malaysia Open | Erland Kops  | Minarni Sudaryanto | Tan Yee Khan Ng Boon Bee        | Retno Koestijah Minarni Sudaryanto | Tan Joe Hok Retno Koestijah         |
| Swedish Open  | Svend Pri    | Ulla Strand        | Svend Pri Per Walsøe            | Lonny Funch Ulla Strand            | Per Walsøe Pernille Mølgaard Hansen |